# 於染久松色読販
於染久松色読販（おそめひさまつ うきなの よみうり）は、四世鶴屋南北作の歌舞伎狂言。文化10年（1813年）3月、江戸・森田座初演。
お染・久松・お光・竹川・小糸・お六・貞昌の七つの役を「早替わり」などの技法を用いて主演の役者が1人で勤める事が原則の演出なので、通称「お染の七役」と云う。
初演時は、歌舞伎の歴史上最も美貌の女方と云われた五世岩井半四郎がお染と久松、久松の許嫁お光、奥女中竹川、後家貞昌、土手のお六、子守お作の計七役を演じ、大当たりを記録した。
明治以降上演が途絶えていたが、『歌舞伎劇団前進座』の創立メンバーである五代目河原崎國太郎が1934年（昭和9年）に渥美清太郎の改訂脚本で復活させ、その際に主演の早替わり七役のうち「子守お作」が「芸者小糸」に書き換えられ、今ではこれが定番となっている。
第二次世界大戦後は、松竹主催の歌舞伎公演でも六代目中村歌右衛門・四代目中村雀右衛門・五代目坂東玉三郎ら立女方の役者が主役の七役を演じている。
昭和に続き平成・令和の現代でも再演を重ねているのは上述・渥美清太郎による改訂脚本・演出版が基礎となっており、（序幕）『柳島妙見』『橋本座敷』『小梅莨屋』〜（二幕目）『瓦町油屋(見世先)』『同二階座敷』『同裏手土蔵』〜（大詰）『向島道行（浄瑠璃「心中翌の噂」）』の三幕七場を通し狂言として上演。
文化文政年間に「早替わり」という手法が流行し、その代表的な作品。大詰の舞踊劇「心中翌の噂（しんじゅう あしたのうわさ）」で女方・お染と、恋人で糸立て（ござ）をかむった立役・久松がすれ違いざまに早替わりするところがハイライトである。
物語は、油屋の娘お染と丁稚久松の悲恋を主軸に御家騒動を綯い交ぜ（ないまぜ）にした構成で、大坂で実際に起こったとされる（諸説あってさだかではない）心中事件を元に創作された数ある「お染久松もの」の一つであり、物語の舞台を大坂から江戸に置き換えている。

## 七役
お染・久松・お光（所作事）・竹川・小糸・お六・貞昌の七役の代表的な拵え（扮装）写真を、後述した『参考資料』の2018年11月30日付け特別チラシ完成 のweb記事で閲覧可能となっている。
- 油屋娘お染 ： 質屋油屋の娘で丁稚久松と恋仲。豪奢な花簪や総友禅の振袖を身につけている。
- 丁稚久松 ： 油屋の丁稚に身をやつしているが、元は武士で主筋の石津家の為に、重宝の短刀「牛王義光（ごおうよしみつ）」を密かに探索中。
- 許嫁お光 ： 久松の親代わりとなった「庵崎の久作」の娘で、久松の許嫁。歌舞伎での田舎娘の典型で緑系を着用。
- 奥女中竹川 ： 久松の姉で、弟と同じく短刀紛失により切腹した父親の汚名をそそぐべく、重宝の短刀を探索している。
- 芸者小糸 ： 柳橋の芸者で、道楽者の多三郎といい仲。黒地でスッキリと粋な姿。
- 土手のお六 ： 竹川の昔の召使いで、夫・鬼門の喜兵衛と向島の小梅代地の莨（煙草）屋を営む、その日暮らしの貧乏人。お六の髪型は馬の尻尾と呼ばれる結び方になっている（歌舞伎女方『悪婆(あくば)』の代表的な役柄の一つ[4][5]）。
- 後家貞昌（ていしょう） ： 浅草瓦町の質屋油屋を営む後家で、義理（先妻）の息子・多三郎と娘お染の三人家族。

## 最近の公演

### 「お染の七役」の公演
かっこ内は七役を務めた俳優
- 歌舞伎座 2018年12月（中村壱太郎）
- 博多座 2018年 2月（二代目 中村七之助）
- 赤坂ACTシアター 2015年 9月（二代目 中村七之助）

### 「お染の七役」以外の公演
- 歌舞伎座 2018年3月（小梅莨屋～瓦町油屋）
- 歌舞伎座 2024年4月（小梅莨屋～瓦町油屋）

## 参考資料

### A：書籍・公演パンフレット類
※注：歌舞伎興行では配役・あらすじ・解説などを掲載した公演パンフレットを通常「筋書」や「番附」と呼ぶので、以下はその名称を使用する。
- 2018年/平成30年12月：東京・歌舞伎座上演、『歌舞伎座百三十年 十二月大歌舞伎　筋書き』｜編集：松竹株式会社 演劇営業部筋書編集室｜松竹・平成30年12月発行【改訂：渥美清太郎，監修：五代目坂東玉三郎，主演：中村壱太郎(初役)】
- 2012年/平成24年1月：東京隅田公園内・平成中村座上演、『平成中村座 壽初春大歌舞伎　筋書』｜編集：松竹株式会社 演劇興行部宣伝室｜松竹・平成24年1月2日発行｜(付録除き)全126頁の内【「於染久松色読販」p.38-51に掲載。｜改訂：渥美清太郎，監修：五代目坂東玉三郎，主演：二代目中村七之助(初役)】
- 『増補版 歌舞伎手帖』著者：渡辺保｜角川ソフィア文庫｜角川 2012年/平成24年10月25日 初版発行｜全668頁｜ISBN 978-4-04-408002-0 の内p.162-163に掲載。

### B：Web記事・公演データベース
- 小玉祥子 (2018年2月25日). “『於染久松色読販』坂東玉三郎”. 「歌舞伎美人」もっと楽しむ｜ようこそ歌舞伎へ【歌舞伎いろは】 (松竹) 2022年3月16日閲覧。
- “歌舞伎座「十二月大歌舞伎」特別チラシが完成”. ニュースリリース(歌舞伎美人) (松竹). (2018年11月30日) 2022年3月16日閲覧。
- 歌舞伎公演データベース｜『於染久松色読販』（演目別の検索結果） - 公益社団法人日本俳優協会